# Kvastgräs
Kvastgräs (Chloris truncata) är en gräsart som beskrevs av Robert Brown. Kvastgräs ingår i släktet kvastgrässläktet, och familjen gräs. Inga underarter finns listade i Catalogue of Life.